# Davenport (Kalifornia)
Davenport – jednostka osadnicza w Stanach Zjednoczonych, w stanie Kalifornia, w hrabstwie Santa Cruz, nad Oceanem Spokojnym.